# Małgorzata Zubik
Małgorzata Zubik – polska dziennikarka. Za serię artykułów publikowanych w „Gazecie Wyborczej” ujawniających kulisy warszawskiej reprywatyzacji, wraz z Iwoną Szpalą, otrzymały m.in. nagrodę Grand Press, Nagrodę Radia ZET im. Andrzeja Woyciechowskiego i Nagrodę im. Dariusza Fikusa.
W 2016 w wyniku ich publikacji wybuchła w Warszawie tzw. afera reprywatyzacyjna. Proces reprywatyzacji w Warszawie przedstawiły w książce Święte prawo. Historie ludzi i kamienic z reprywatyzacją w tle (wyd. Agora, Warszawa 2017, ISBN 978-83-268-2544-6).